# 母の死と新しい母
『母の死と新しい母』（ははのしとあたらしいはは）は、志賀直哉の短編小説。
1912年（明治45年）2月1日発行の『朱欒』（ざんぼあ）第二巻第二号に発表され、1913年（大正2年）1月1日洛陽堂刊行の『留女』（るめ）に収録された。『留女』は志賀の初作品集である。
作中の出来事は実際に志賀が体験したことであり、多くの登場人物に実在するモデルがいることから、この作品は自伝的小説である。また、作中の年齢表記は数え年である。

## あらすじ
13歳の夏、「私」が片瀬に水泳に行っていると祖父から母の懐妊の知らせが来た。「私」は母に頭の物を土産にして家に帰った。母は悪阻で寝ていたが、「私」の土産を1つ1つ手にとって眺めた。母の寝る部屋の隣は日清戦争帰りの予備兵が泊まっており、騒がしかった。翌朝、母は「私」が帰宅していることを覚えておらず、その後からだんだん様子がおかしくなってしまった。頭を冷やす便宜から髪はザンギリにされてしまう。そして明治28年8月30日の汐の干く頃、33歳で亡くなった。2か月後、「私」の自家では新しい母を迎えることになった。母を亡くして毎日泣き、祖母と風呂でよく悲しんだ「私」は、100日も経たないうちに新しい母を待ち焦がれるようになった。赤坂の八百勘で式と披露宴があった。翌朝、新しい母の母から預かっていた絹のハンカチを新しい母に渡すことで、初めて新しい母と2人で話した。そのうち親類廻りが始まり、往来で新しい母が男に注目されると「私」は淡い一種の恐怖と得意を感じた。それから約2年置きに6人の異母きょうだいが生まれた。若くて美しかった新しい母も、お産で腹が痛むことで「年をとってだんだん身体が弱ってきたのでしょうよ」と言うようになった。

## 登場人物とそのモデル人物
参考文献は志賀直哉『志賀直哉全集 第二十二巻』（2001年（平成13年）3月 岩波書店）、照魔真人『相馬家騒動実録〔正編〕』（1892年（明治25年）8月 文昌堂）である。
私 - 志賀直哉
12歳の頃の出来事を、29歳の年に執筆する。厳密には執筆年の誕生日以前に書かれるので執筆時の志賀直哉は28歳。作中に13歳と表記されているのは、数え年での計算。
祖父 - 志賀直道
志賀直哉父方の祖父。旧藩主相馬誠胤を毒殺した嫌疑で73日間未決檻に入れられるが、証拠不十分で毒殺の事実が否定され釈放される。
祖母 - 志賀留女
志賀直哉父方の祖母。志賀直哉の兄、直行の死を繰り返さないため、直哉を銀から引き離し、祖父直道とともに育てる。
父 - 志賀直温
志賀直哉の父。
母（実母） - 志賀銀
志賀直哉の生母。1863年（文久3年）9月15日生まれ。志賀直哉が学習院初等科を卒業する12歳の年、1895年（明治28年）8月30日に悪阻から妊娠悪阻になり死亡する。享年は満31歳、数え年では33歳。
新しい母（義母） - 志賀浩
銀の死後、その年の秋に志賀家に嫁ぐ。1872年（明治5年）7月16日生まれ、再婚時は満23歳。志賀直哉との年の差は11歳である。
曾祖母 - 志賀幾
志賀直哉の父方の曾祖母。
四つ上の叔父 - 志賀直方
直哉より4歳年上の叔父。
英子 - 志賀英子
読みはふさこ。志賀直哉の異母兄妹。1897年（明治30年）3月14日生まれ。
直三 - 志賀直三
志賀直哉の異母兄弟。1899年（明治32年）2月16日生まれ。
淑子 - 志賀淑子
志賀直哉の異母兄妹。1901年（明治34年）5月28日生まれ。作品が書かれた1912年（明治45年）1月の時点では10歳。誕生日がくると、この年満11歳。
隆子 - 志賀隆子
志賀直哉の異母兄妹。1903年（明治36年）6月3日生まれ。
女の子（死産）
隆子が生まれた2年後、1905年（明治38年）に死産される。
昌子 - 志賀昌子
志賀直哉の異母兄妹。1908年（明治41年）11月17日生まれ。
女の子 - 志賀禄子
昌子が3歳2か月の正月（1912年（明治45年）1月5日）に生まれる。
直行 - 志賀直行
志賀直哉の兄。1882年（明治15年）に満2歳8か月で病死。
根岸のお婆さん - 佐本ふく
銀の母親。志賀直哉から見て母方の祖母。銀の死亡時満65歳。
新しい母の母 - 高橋タツ
浩の母親。志賀直哉から見て母方の祖母。
かかりつけの医者 - 中井當次郎
芝区巴町の医者。
五、六人 - 相馬順胤（東京市麹町区内幸町一丁目六番地華族）、志賀直道（芝公園地第十一号同家前家令）、泉田胤正（同家家令）、西山りう（被告人相馬順胤の実母）、青田綱三（同家家扶）、石川榮昌（同家家従）、遠藤吉方（同家家従）、中井當次郎（芝区巴町番地不明医師）
実際は8人。

## 草稿
本作には前半部分が失われた草稿が残されている。また、草稿時点では「二人の母」という題名だったが、推敲によって「母の死と新しい母」に改題された。志賀直哉の1912年（明治45年）1月8日の日記では、この改題について書かれている。
草稿の時点では、祖父の拘引、祖母と話したくなかったこと、新しい母の年齢、新しい母への愛が書かれていたが、これらは推敲によって削除された。また、父との関係、母（実母）の死が過去へ行ったような気がした、という部分と腹違いの兄妹（弟）の誕生が年表的に列挙される場面以降全てとが推敲によって加筆された。他にも細かく多くの修正がなされているが、文言の調整に留まっている。